# Wrightoporia dimidiata
Wrightoporia dimidiata är en svampart som beskrevs av A. David & Rajchenb. 1987. Wrightoporia dimidiata ingår i släktet Wrightoporia och familjen Bondarzewiaceae.   Inga underarter finns listade i Catalogue of Life.